# فيليسيتي آيس
فيليسيتي آيس هي كانت سفينة دحرجة وبضائع. أشتعلت بها النيران في فبراير 2022 وغرقت في أوائل مارس جنوب جزر الأزور.